# ريتشي مالون
ريتشي مالون (بالإنجليزية: Richie Malone)‏ هو عازف قيثارة أيرلندي، ولد في 18 مارس 1986 في دبلن في جمهورية أيرلندا.

## روابط خارجية
- ريتشي مالون على موقع IMDb (الإنجليزية)
- ريتشي مالون على موقع ميوزك برينز (الإنجليزية)
- ريتشي مالون على موقع أول ميوزيك (الإنجليزية)